# Megaselia paupercula
Megaselia paupercula är en tvåvingeart som beskrevs av Borgmeier 1962. Megaselia paupercula ingår i släktet Megaselia och familjen puckelflugor. Inga underarter finns listade i Catalogue of Life.